# (17024) Costello
(17024) Costello ist ein Asteroid des Hauptgürtels, der am 15. März 1999 vom australischen Amateurastronomen John Broughton an seiner privaten Sternwarte, dem Reedy-Creek-Observatorium (IAU-Code 428), in Queensland, Australien, entdeckt wurde.
Der Asteroid wurde am 9. Mai 2001 nach dem US-amerikanischen Schauspieler und Komödiant Lou Costello (1906–1959) benannt, der zusammen mit seinem Partner Bud Abbott das erfolgreiche Komiker-Duo Abbott und Costello bildete.